# Jesús Juan Garcés
Jesús Juan Garcés (Madrid, 24 de junio de 1917 - Santander, 3 de septiembre de 1983) fue un poeta y marino militar español, uno de los fundadores de la revista poética Garcilaso.

## Biografía
Nieto por línea materna del famoso actor decimonónico Emilio Mario, pasó la guerra en su casa de Fernando el Santo, esquina a Zurbano, soportando la metralla que destruía la fachada y leyendo a Baroja. Oficial de marina de guerra, se licenció en Derecho y perteneció desde 1944 al Cuerpo Jurídico de la Armada. Cofundó la revista Garcilaso y, aunque formó parte de la llamada Juventud Creadora dentro de lo que Dámaso Alonso calificó como Poesía arraigada de posguerra, junto a José García Nieto y Pedro de Lorenzo, se pasó pronto al Postismo de Carlos Edmundo de Ory y Francisco Nieva y publicó en una de las principales revistas del movimiento: La Cerbatana. Frecuentó la tertulia del Café Gijón, donde hizo amistad con Francisco Umbral. Colaboró en la prensa diaria madrileña y escribió varios libros de poemas de resonancias clasicistas, aunque menos reverentes con la estrofa que los demás libros del Garcilasismo, entre los cuales destacan He venido a esta orilla (1949) y Lo nuestro es pasar (1963). También compuso una biografía de sor Juana Inés de la Cruz. Murió soltero, aunque, al decir de Francisco Umbral, era bastante mujeriego. Su curioso parecido con Felipe II hizo que Suárez del Árbol lo representara como tal en el dibujo que hizo de la Juventud Creadora para la revista La Estafeta Literaria.

## Obras

### Lírica
- He venido a esta orilla, M., Tall. Escelicer, 1949 (Prólogo de José María Pemán).
- Lo nuestro es pasar, M., Impr. F. Domenech, 1963.
- En medio del camino, M., Garcilaso, 1970.
- Sonetos, M., Gráf. Virgen de Loreto, 1972.
- Fantasmas de mi corazón, M., Oriens, 1975.

### Ensayo
- Vida y poesía de Sor Juana Inés de la Cruz. Ediciones Cultura Hispánica, 1953.
- El museo madrileño de las Descalzas Reales. Editorial Prensa Española, 1969.